# Jasmin Hutter
Pour les articles homonymes, voir Hutter.
Jasmin Hutter, née le 11 juin 1978 à Altstätten, est une femme politique suisse.

## Biographie
Elle est conseillère nationale du canton de Saint-Gall. Elle est aussi membre de la commission des institutions politiques. À la suite de son retrait en 2009, elle est remplacée par Roland Rino Büchel.